# Pars Airways
Persian Air Services (PAS) a été fondé en 1952. Son fondateur, Ahmad Shafiq, était un homme d'affaires originaire d'égypte, qui a vécu en Iran pendant une longue période. Au début, en recevant un support technique d'une compagnie britannique appelé Skyways, Persian Air Services opère un service cargo vers l'Europe de Téhéran via Abadan et Beyrouth, Brindisi et Basle. La PAS, devient plus tard associé avec la SABENA, la compagnie nationale belge. La SABENA loue des avions DC-7C à la PAS qui permet à la comagnie, sous le nom de Pars Airways, de fournir un service passager à destination de Genève, Paris, Bruxelles et Londres. En 1961, elle fusionnera avec l'Iranian Airways pour former la United Iranian Airlines prélude à la naissance en 1962 de l'actuelle compagnie aérienne Iran Air.